# ルーク・カンドル
ルーク・ジェームズ・カンドル (Luke James Cundle、2002年4月26日 - ) はイングランドのサッカー選手。 
ウルヴァーハンプトン・ワンダラーズでプレーしている。ポジションはMF。

## 経歴
2019年の夏に中国で行われたプレシーズンツアーに参加し、プレミアリーグアジアトロフィ決勝のマンチェスターシティ戦に出場した。この試合はスコアレスでPK戦を迎え、ルイ・パトリシオの3セーブの活躍などにより勝利した。イングランドでの公式戦デビューは2019年9月25日に行われたEFLカップ3次ラウンドレディング戦で、83分にペドロ・ネトと交代で投入された。尚、この試合はPK戦の末、勝利した。
2度目の1stチーム出場は2022年8月24日に行われたEFLカップ2次ラウンドノッティンガム・フォレスト戦で、89分にファビオ・シウバに代わって投入された。3度目は2022年1月9日にモリニュースタジアムで行われたFAカップ3次ラウンドシェフィールドユナイテッド戦で、86分にダニエル・ポデンセに替わって投入された。2022年1月15日に行われたプレミアリーグ第22節ホームサウサンプトン戦では、96分にダニエル・ポデンセに替わって出場し、プレミアリーグデビューを果たした。プレミアリーグのスタメンデビューは2022年2月13日に行われた第25節アウェイトッテナム戦で84分までプレーした。

## 個人成績
2022年2月13日現在
| クラブ                                 | シーズン | リーグ         | リーグ | リーグ | FAカップ | FAカップ | リーグカップ | リーグカップ | その他 | その他 | 合計 | 合計 |
| クラブ                                 | シーズン | リーグ         | 出場   | 得点   | 出場     | 得点     | 出場         | 得点         | 出場   | 得点   | 出場 | 得点 |
| -------------------------------------- | -------- | -------------- | ------ | ------ | -------- | -------- | ------------ | ------------ | ------ | ------ | ---- | ---- |
| ウォルバーハンプトン・ワンダラーズFC   | 2019–20  | プレミアリーグ | 0      | 0      | 0        | 0        | 1            | 0            | 0      | 0      | 1    | 0    |
| ウォルバーハンプトン・ワンダラーズFC   | 2020–21  | プレミアリーグ | 0      | 0      | 0        | 0        | 0            | 0            | —      | —      | 0    | 0    |
| ウォルバーハンプトン・ワンダラーズFC   | 2021–22  | プレミアリーグ | 2      | 0      | 1        | 0        | 1            | 0            | —      | —      | 4    | 0    |
| ウォルバーハンプトン・ワンダラーズFC   | 合計     | 合計           | 2      | 0      | 1        | 0        | 2            | 0            | 0      | 0      | 5    | 0    |
| ウォルバーハンプトン・ワンダラーズ U21 | 2019–20  | 2019–20        | —      | —      | —        | —        | —            | —            | 1      | 0      | 1    | 0    |
| ウォルバーハンプトン・ワンダラーズ U21 | 2020–21  | 2020–21        | —      | —      | —        | —        | —            | —            | 3      | 0      | 3    | 0    |
| ウォルバーハンプトン・ワンダラーズ U21 | 合計     | 合計           | —      | —      | —        | —        | —            | —            | 4      | 0      | 4    | 0    |
| 通算                                   | 通算     | 通算           | 2      | 0      | 1        | 0        | 2            | 0            | 4      | 0      | 9    | 0    |

1. 1 2  EFLトロフィの出場